# Johannisskink
De johannisskink of slangenoogskink (Ablepharus kitaibelii) is een hagedis uit de familie skinken (Scincidae).

## Uiterlijke kenmerken
Deze kleine, ranke hagedis wordt ongeveer 10 centimeter lang inclusief staart. Het dunne, ronde lichaam heeft gladde schubben en de kleine poten staan van elkaar af. De poten van het mannetje zijn langer dan die van het vrouwtje en dit is het enige geslachtsonderscheid. De kleur is brons-achtig bruin met donkere flanken.
De oogleden zijn niet beweeglijk, net als bij veel gekko's en vrijwel alle slangen. Het onderste ooglid is gefuseerd met het bovenste ooglid en ligt als een beschermende 'bril' over het oog.

## Levenswijze
De johannisskink is een typische bodembewoner die weinig klimt, bij verstoring drukt de skink de poten tegen het lichaam en kronkelt snel weg, net als een slang. De duur van de winterslaap is afhankelijk van het klimaat. In de voortplantingstijd worden de 2 tot 4 eitjes afgezet in een holletje in de grond. De eitjes zijn leerachtig en worden niet groter dan vijf millimeter.
De johannisskink is dagactief en jaagt op insecten en andere kleine ongewervelden. Deze worden aanvankelijk voorzichtig benaderd en met een sprong buitgemaakt.

## Verspreiding en habitat

Een deel van het verspreidingsgebied in het rood.

De johannisskink komt voornamelijk voor in westelijk Azië, maar ook in Europa zijn enkele populaties in het zuidoosten van de Balkan. Het is een van de noordelijkst verspreide soorten skinken. De hagedis is erg schuw en leeft onder stenen en tussen de bladeren op droge plekken met loofbomen zoals zuidhellingen, akkers en weiden, vooral warme eikenbossen hebben de voorkeur.
Door de internationale natuurbeschermingsorganisatie IUCN is de beschermingsstatus 'veilig' toegewezen (Least Concern of LC).

## Naam en indeling
De wetenschappelijke naam van de johannisskink werd voor het eerst voorgesteld door Gabriel Bibron en Jean-Baptiste Bory de Saint-Vincent in 1833. Een voormalige ondersoort van de johannisskink is Budaks slangenoogskink (Ablepharus budaki), die tegenwoordig als een aparte soort wordt beschouwd. De soortaanduiding kitaibelii is een eerbetoon aan de Hongaarse botanicus Pál Kitaibel (1757 - 1817).
Er worden vier ondersoorten erkend die voornamelijk verschillen in verspreidingsgebied:
| Naam                             | Auteur                               | Verspreidingsgebied                                                                                              |
| -------------------------------- | ------------------------------------ | --- |
| Ablepharus kitaibelii fabichi    | Štěpánek, 1938                       | Armathia, Mikronisi, Karpathos, Kasos                                                                            |
| Ablepharus kitaibelii fitzingeri | Mertens, 1952                        | Griekenland (Corfu, Hongarije, Servië, Slowakije                                                                 |
| Ablepharus kitaibelii kitaibelii | Bibron & Bory de Saint-Vincent, 1833 | Cyprus, Griekenland (inclusief de Egeïsche Eilanden), Irak, Israël, Sinaïwoestijn, Syrië, Transjordanië, Turkije |
| Ablepharus kitaibelii stepaneki  | Fuhn, 1970                           | Albanië, Bosnië, Bulgarije, Macedonië, Roemenië, Servië                                                          |